# Панин, Максим Валерьевич
Максим Валерьевич Панин (8 июня 1981, Орёл) — российский футболист, полузащитник, защитник.
Воспитанник орловского футбола, В ФК «Орёл» начал играть во втором дивизионе в 1999 году. В 2003 году вместе с командой вышел в первый дивизион. Играл на этом уровне за команды «Авангард» Курск (2006, 2010), «Звезда» Иркутск (2007—2008), «Металлург» Липецк (2009). Завершил профессиональную карьеру в командах первенства ПФЛ «Салют» Белгород (2011), «Орёл» (2012—2013).